# Eugène Schaus

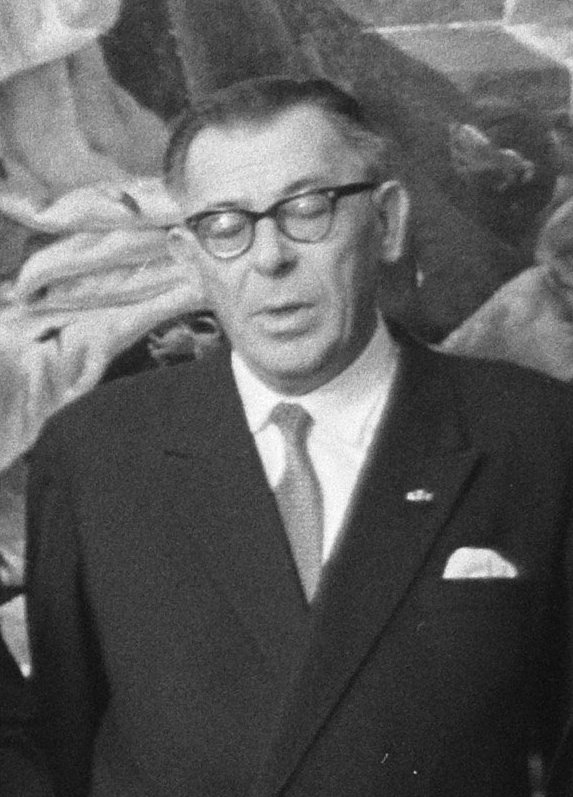
Eugène Schaus (1960)

Eugène Schaus (* 12. Mai 1901 in Gonderange; † 29. März 1978 in Luxemburg) war ein luxemburgischer Politiker und langjähriger Minister.

## Familie und Tätigkeiten als Rechtswissenschaftler
Der Sohn eines Lehrers war Großvater des Internationalen Direktors der Modefirma Louis Vuitton, Philippe Schaus.
Der studierte Rechtswissenschaftler veröffentlichte zahlreiche Artikel zu Fragen der Europäischen Union sowie des nationalen und internationalen Rechts. Darüber hinaus war er 1952 bis 1954 Präsident der Rechtsanwaltskammer von Luxemburg und Diekirch sowie Rechtsdozent an der Universität von Nancy.

## Politische Laufbahn

### Parteigründer und Abgeordneter
Schaus war ursprünglich Mitglied des Groupement Patriotique et Démocratique, dessen Präsident er 1952 wurde. Am 24. April 1955 war Schaus einer der Mitbegründer und bis 1959 erster Vorsitzender der Demokratischen Partei (DP). Schaus war viele Jahre Mitglied der Abgeordnetenkammer (Chambre des Députés) und zeitweise Vizepräsident des Parlaments.

### Minister
Am 14. November 1945 wurde er erstmals von Premierminister Pierre Dupong zum Minister berufen. In dessen Kabinett bekleidete er bis zum 3. Juli 1951 das Amt des Innenministers. In diesem Amt wurde er vom späteren Premierminister Pierre Frieden abgelöst. Am 1. März 1947 übernahm er zusätzlich das Amt des Justizministers.
Später war er vom 2. Juli 1959 bis zum 15. Juli 1964 Vizepremierminister, Minister für Auswärtige Angelegenheiten, Verteidigungs- und Außenhandelsminister im ersten Kabinett von Pierre Werner.
Vom 6. Februar 1969 bis zum 15. Juni 1974 war er wiederum Vizepremierminister sowie zugleich Verteidigungs-, Innen- und Justizminister im dritten Kabinett von Werner.
Als Minister setzte er sich für zahlreiche Reformen des Luxemburger Rechts ein, wie der Gleichberechtigung der Frauen, der Organisation der Streitkräfte sowie des Scheidungs- und Adoptionsrechts.

### Europäische Aktivitäten
Neben den Regierungsämtern im Großherzogtum Luxemburg war er im 1. Halbjahr 1960 sowie im 1. Halbjahr 1963 Präsident des Rates der Europäischen Gemeinschaften. In den 1950er Jahren war er Mitglied der Parlamentarischen Versammlung der Europäischen Gemeinschaft für Kohle und Stahl (EGKS) und später Mitglied des Europäischen Parlaments und war in beiden Parlamenten Mitglied des Rechtsausschusses.

## Ehrungen
- 1952: Großoffizier des Ordens der Eichenkrone
- 1959: Großkreuz des Verdienstordens der Bundesrepublik Deutschland